# Reform UK
El Reform UK és un partit polític de dreta populista britànic fundat al 2018 com a Partit del Brexit (en anglès Brexit Party), organització que apostava per a que el Regne Unit fes una sortida dura de la Unió Europea. Al 2019 van aconseguir guanyar les eleccions britàniques al Parlament Europeu, però no van poder entrar a la Cambra dels Comuns a les eleccions generals del mateix any.
Un cop el Regne Unit va sortir de la Unió Europea al 2020, un any més tard, el 4 de gener, el partit es va reanomenar a l'actual Reform UK, reorientant-lo cap a la política nacional. Durant la pandèmia es van posicionar contra les mesures de confinament, defensen un major control de la immigració, la reducció d'impostos, l'enduriment de la seguretat, o l'abandonament de les polítiques verdes, feministes i LGTBI. A les darreres eleccions generals de 2024 van aconseguir finalment representació parlamentària amb 5 diputats.

## Història

### Brexit Party
El Brexit Party es va formar al 2018 després del trencament intern del Partit de la Independència del Regne Unit (UKIP), organització euroescèptica de dretes sorgida als anys noranta. L'UKIP va anar guanyant pes a les eleccions del Parlament Europeu fins al punt d'aconseguir la victòria al 2014 de la mà del seu líder Nigel Farage, el que va augmentar la pressió per a la sortida del Regne Unit. A finals de la legislatura, però, Farage va provocar un trencament intern després de la seva dimissió i crítiques a la direcció per la deriva racista i extremista del partit, que van compartir nombrosos eurodiputats i membres del mateix.
Poc temps després, s'anunciaria el nou projecte de Farage, el Brexit Party, que inicialment lideraria la política Catherine Blaiklock. Immediatament van preparar-se per a les noves eleccions, aconseguint en poc temps més d'un milió de lliures per a la campanya i dos-cents candidats per a les eleccions europees. Mentrestant, fins a catorze eurodiputats provinents de l'UKIP ja formaven part del partit a principis d'any, agrupats a l'Europa de la Llibertat i la Democràcia Directa (EFDD).
El 20 de març de 2019 la presidenta Blaiklock dimitia del càrrec a causa dels seus missatges islamòfobs a xarxes socials, compartint també publicacions de personalitats de l'entorn de l'extrema dreta britànica. Així, Farage tornava a agafar les regnes del partit, apuntant a que Blaiklock "mai no va ser la líder a llarg termini". De la mateixa manera, el tresorer del partit també va ser destituït del seu càrrec poc després en descobrir-se publicacions homòfobes i antisemites a les seves xarxes.
Tot i aquestes polèmiques, el Brexit Party va fer grans esforços per esdevenir un partit arreplegador entorn de la qüestió de la sortida de la Unió Europea, cercant suports de votants d'altres partits independentment de la seva ideologia. En aquest sentit, Farage va comparar-se amb el Moviment Cinc Estrelles italià, aconseguint passar d'un moviment de protesta al partit més gran del país en aquells moments. D'aquesta manera, a les eleccions europees de 2019 el partit va aconseguir una espectacular victòria amb un 30% dels vots i 29 eurodiputats, ampliant els resultats de l'UKIP de 2014. A les eleccions generals, però, el partit no va obtenir representació a la Cambra dels Comuns, limitant la seva influència.

### Reform UK
Al 2021 el partit va modificar el seu nom a Reform UK, centrant-se inicialment en les polítiques contra el confinament i la defensa de reformes del sistema polític britànic, com el sistema de votació o la supressió de la Cambra dels Lords. Al mateix any Michelle Ballantyne, diputada conservadora en el Parlament escocès, entrava al partit atorgant-li la primera representació al país. Amb tot, Ballantyne va perdre el seu escó a les següents eleccions de 2021, dimitint com la líder del partit a Escòcia al 2022. De la mateixa manera, a les eleccions al Parlament Gal·lès o a l'Assemblea de Londres van aconseguir uns resultats molt anecdòtics.
Més recentment, a les eleccions de l'Assemblea de Londres de 2024 aconseguien un 7% dels vots i un diputat, i a les eleccions generals de 2024 el Reform UK va aconseguir fer forat a l'electorat conservador, aconseguint un 15% dels vots, traduïts però en només 5 diputats i un sisè de la Veu Unionista Tradicional (TUV), partit nordirlandès amb els quals van signar un protocol d'associació.

## Resultats electorals

### Cambra dels Comuns
| Any  | Líder        | Vots      | Vots | Escons  | Escons | Govern |
| Any  | Líder        | Núm.      | %    | Escons  | ±      | Govern |
| ---- | ------------ | --------- | ---- | ------- | ------ | ------ |
| 2019 | Nigel Farage | 644,257   | 2.01 | 0 / 650 | Nou    |        |
| 2024 | Nigel Farage | 4,117,221 | 14.3 | 5 / 650 | 5      |        |

### Eleccions europees
| Any  | Vots      | %    | Escons  | +/- | Grup |
| ---- | --------- | ---- | ------- | --- | ---- |
| 2019 | 5,248,533 | 30.5 | 29 / 73 | Nou | EFDD |